# Предельная норма замещения
Преде́льная но́рма замеще́ния в микроэкономике — величина, определяющая количество товара, от которого потребитель готов отказаться ради увеличения другого товара на единицу. При этом происходит замещение одного товара другим, а интенсивность замещения как раз показывает предельная норма замещения.
Предельную норму замещения обозначают через MRS (от англ. marginal rate of substitution) и вычисляют по формуле:
{\displaystyle MRS_{xy}=-(\Delta y/\Delta x)\,,}
где {\displaystyle x} — количество одного блага, {\displaystyle y} — количество другого блага, соответственно {\displaystyle \Delta x} и {\displaystyle \Delta y} изменение соответствующих благ.

Также предельная норма замещения может быть определена (при количественном (кардиналистском) подходе к теории полезности) через отношения предельных полезностей товаров {\displaystyle x} и {\displaystyle y}:
{\displaystyle MRS_{xy}=MU_{x}/MU_{y}}
Если опираться на понятие кривой безразличия (линия, показывающая все комбинации двух благ в выборе между которыми потребитель безразличен, то есть все эти комбинации приносят ему один и тот же уровень полезности), то предельную норму замещения можно рассматривать как наклон кривой безразличия. То есть считается, что для сохранения достигнутого уровня полезности потребитель может отказаться от какого-то одного блага для получения того же количества общей полезности путём потребления какого-то количества другого блага. Геометрически MRS равна тангенсу угла наклона касательной кривой безразличия в данной точке, взятому с обратным знаком.

## Пример
Например, потребителю безразличен выбор между следующими наборами: три яблока и один апельсин — первый набор, и два яблока и два апельсина — второй набор. Хотя через эти две точки нельзя однозначно провести кривую безразличия, предельную норму замещения апельсинов яблоками можно посчитать следующим образом:
{\displaystyle MRS_{xy}=-{\frac {\Delta y}{\Delta x}}=-{\frac {2-1}{2-3}}=1\,,}
где {\displaystyle x} — количество яблок, {\displaystyle y} — количество апельсинов, соответственно {\displaystyle \Delta x} — изменение потребления яблок во втором наборе относительно первого, {\displaystyle \Delta y} — изменение потребления апельсинов во втором наборе относительно первого. То есть в данном примере предельная норма замещения апельсинов яблоками равна единице и потребитель готов сократить потребление яблок на единицу и увеличить потребление апельсинов на единицу, чтобы его удовлетворённость от потребления этих фруктов не изменилась.
А вот при переходе от набора 10:2 к набору 8:3 каких-то двух благ при условии, что эти точки лежат на одной кривой безразличия, предельная норма замещения первого блага вторым будет равна двум, {\displaystyle MRS=2}.